# 林金明
林金明，清华大学化学系教授，主要从事生命与环境分析化学方面的研究工作。担任英国皇家化学会会士，入选中华人民共和国教育部2008年度"长江学者"特聘教授。曾就读于福州大学、东京都立大学。